# کل‌گاه (سپیدان)
کل‌گاه (سپیدان)، روستایی  از توابع بخش همایجان شهرستان سپیدان در استان فارس ایران است.

## جمعیت
این روستا در دهستان شش پیر قرار دارد و براساس سرشماری مرکز آمار ایران در سال ۱۳۸۵، جمعیت آن ۱۰۶ نفر (۱۸خانوار) بوده‌است.